# Коллинз, Крис
Кристофер (Крис) Коллинз (англ. Christopher (Chris) Collins, род. 21 января 1960, Гренада) — гренадский и американский боксёр. Участник летних Олимпийских игр 1984 и 1988 годов.

## Биография
Крис Коллинз родился 25 января 1960 года.
В 1984 году вошёл в состав сборной Гренады на летних Олимпийских играх в Лос-Анджелесе. Выступал в весовой категории до 75 кг. В 1/16 финала проиграл Пауло Тувале из Самоа: судья остановил поединок на третьей минуте первого раунда после удара в голову.
В 1987 году выступал на Панамериканских играх в Индианаполисе в весовой категории до 75 кг. В четвертьфинале проиграл Карлосу Эррере из Венесуэлы: судья остановил поединок на второй минуте.
В 1988 году вошёл в состав сборной Гренады на летних Олимпийских играх в Сеуле. Выступал в весовой категории до 81 кг. В 1/8 финала проиграл Ахмеду Эль-Нагару из Египта единогласным решением судей — 0:5.
Впоследствии выступал за США.